# Unitrax
Unitrax, sottotitolato Not Just a Battle nella schermata introduttiva, è un videogioco pubblicato nel 1987 per Amstrad CPC, Commodore 64 e ZX Spectrum dalla Streetwise, un marchio dell'editrice britannica Domark Software. È uno sparatutto a scorrimento ambientato nei labirinti di strette strade sulla superficie di strutture spaziali (da cui forse il titolo, che richiama tracks ovvero "piste, percorsi"). La versione di origine, per Commodore 64, è stata realizzata da due autori danesi, il cui unico altro titolo noto è Zyrons Escape. Unitrax ottenne giudizi tendenzialmente negativi dalla critica europea del tempo.

## Modalità di gioco
Il giocatore controlla un veicolo di forma circolare che inizialmente viene depositato in automatico da una navicella sulla superficie di un'enorme piattaforma spaziale, con l'obiettivo di distruggere i reattori nucleari installati su di essa. La superficie è mostrata con visuale  dall'alto e scorrimento multidirezionale ed è attraversata da un intreccio di piste orizzontali e verticali. Il veicolo può viaggiare a varie velocità lungo le piste e avanza da solo una volta spinto in una direzione. Può sparare in tutte le direzioni, anche in diagonale, indipendentemente dalla direzione di movimento. Per sparare però è necessario anche puntare i controlli nella direzione voluta, pertanto diventa impossibile sparare e cambiare direzione di movimento allo stesso tempo. I nemici sono veicoli di varie forme che si muovono anch'essi lungo le piste e possono sparare. Se colpiscono o urtano il veicolo del giocatore lo danneggiano, e solo dopo diversi attacchi subiti si perde una vita.
Per distruggere ciascun reattore nucleare è necessario raccogliere una delle altrettante bombe sparse per il labirinto, in fondo ad alcuni vicoli ciechi. I reattori hanno l'aspetto di piramidi e quando il veicolo entra dentro uno di essi appare un'interfaccia testuale, da cui è possibile vedere informazioni di stato generali, vedere la mappa di tutta la piattaforma, e tentare di piazzare la bomba, se posseduta. Per la bomba è necessario affrontare un minigioco di riflessi: ci sono tre interruttori che commutano in continuazione, ognuno più veloce del precedente, e il giocatore li deve fermare uno alla volta quando sono nella posizione giusta. Se si riesce, il reattore viene distrutto e si torna all'esterno, altrimenti si perde subito una vita. Finché ci sono reattori, i nemici continuano ad arrivare illimitatamente, ma quando tutti i reattori sono distrutti i nemici rimangono in un numero preciso, e bisogna trovarli e distruggerli tutti per completare il livello. Il veicolo viene quindi prelevato di nuovo dalla navicella per passare a un'altra piattaforma di forma differente. Durante il viaggio nello spazio però si incontra una serie di velivoli nemici e si deve controllare la navicella in un intermezzo sparatutto in campo aperto.